# Chūō (Sagamihara)
Chūō (jap. 中央区 Chūō-ku; dosł. dzielnica centralna) – jedna z trzech dzielnic Sagamihary, miasta w prefekturze Kanagawa, w Japonii. Ma powierzchnię 36,87 km². W 2020 r. mieszkało w niej 273 651 osób, w 124 629 gospodarstwach domowych  (w 2010 r. 266 958 osób, w 112 415 gospodarstwach domowych).
Dzielnica została założona 1 kwietnia 2010 roku, kiedy to miasto Sagamihara zostało oznaczone rozporządzeniem rządowym. Położona jest między dzielnicami Midori i Minami, a od północy graniczy z miastem Machida.